# Zweiparteiensystem
Von einem Zweiparteiensystem oder einer Zweiparteiendemokratie spricht man dann, wenn sich in einem demokratischen Staat im Wesentlichen zwei Parteien als Regierungsparteien abwechseln. Ein solches wird durch eine relativ homogene Wählerschaft und Mehrheitswahlrecht stark begünstigt (eine vermutete Gesetzmäßigkeit, die nach ihrem Begründer als Duvergers Gesetz bezeichnet wird).

## Merkmale
Der italienische Politikwissenschaftler Giovanni Sartori stellte folgende vier Merkmale eines Zweiparteiensystems auf:
1. Jede der beiden großen Parteien ist in der Lage, absolute Mehrheiten der Sitze im Parlament zu erreichen
2. Bei allgemeinen Wahlen erreicht jeweils eine der beiden großen Parteien die parlamentarische Mehrheit
3. Diese Partei ist bereit, alleine zu regieren
4. Es gibt eine relativ große Wahrscheinlichkeit, dass die Macht zwischen den beiden großen Parteien im Lauf der Zeit durch Wahlen wechselt.

Das Modell vom Medianwähler beschreibt, dass in Zweiparteiensystemen die Programme der Parteien mit der Zeit zur Mitte tendieren. Zweiparteiensysteme sind ein praktisches Beispiel für das Eisverkäufer-am-Strand-Problem der Spieltheorie.

## Bewertungen
Als großer Vorteil des Zweiparteiensystems gilt die normalerweise sichere Parlamentsmehrheit der jeweiligen Regierungspartei. Dadurch ist die Regierung stabil, vorzeitige Neuwahlen sind selten notwendig. Als nachteilig gilt die Schwierigkeit, Minderheiteninteressen eine parlamentarische Vertretung zu verschaffen. Bricht eine der Parteien auf oder entsteht eine starke neue Partei, wird die Mehrheitsbildung fast zufällig, bis sich das System durch Untergang der neuen oder einer alten Partei wieder stabilisiert.
Im Bereich der politischen Entscheidungsfindung im Rahmen einer Demokratie kritisiert der Philosoph Slavoj Žižek das Zweiparteiensystem als vorgebliche Wahlmöglichkeit, die es im Grunde gar nicht gebe.

## Fallbeispiele

### Europa
In Großbritannien, wo Mehrheitswahlrecht gilt, waren jahrhundertelang die Whigs (ab 1859 Liberal Party) und die Tories die beiden dominierenden Parteien. Nach dem Ersten Weltkrieg wurden sie durch die Conservative Party und die Labour Party abgelöst. Bei der Unterhauswahl im Februar 1974 kam keine absolute Mehrheit und auch keine Koalition zustande (Hung parliament). Nach der Wahl 2010 bildete David Cameron eine konservativ-liberaldemokratischen Koalition und das Kabinett Cameron I.
Begünstigt durch das Wahlsystem von Malta dominieren dort die Partit Nazzjonalista und die Partit Laburista.
Ab der Parlamentswahl in Griechenland 1990 erreichte entweder die Panellinio Sosialistiko Kinima (PSK) oder die Nea Dimokratia (ND) bei jeder Wahl eine absolute Mehrheit, bis bei der Wahl im Mai und der Wahl im Juni 2012 auch Parteien wie Syriza bedeutende Stimmanteile erhielten. Die Wahl im Januar 2015 gewann schließlich die Syriza, ebenso die vorgezogene Wahl im September 2015.

### Afrika
Bei den Parlamentswahlen in Mosambik 1994, bei denen erstmals mehrere Parteien zugelassen waren, gewann die FRELIMO knapp vor der RENAMO, kleinere Parteien hatten wenig oder keinen Einfluss. Bei den nachfolgenden Wahlen konnte die FRELIMO ihren Vorsprung ausbauen. 
Seit den Parlamentswahlen in Kap Verde 1991 hatte stets die Movimento para a Democracia oder die Partido Africano da Independência de Cabo Verde die absolute Mehrheit in der Nationalversammlung.

### Nord- und Südamerika

Sitzverteilung im 112. US-Repräsentantenhaus: Sämtliche Sitze gingen an Republikaner (rot) oder Demokraten (blau).

Ein Zweiparteiensystem gibt es in den USA, wo seit Mitte des 19. Jahrhunderts nur die Demokratische und die Republikanische Partei praktische Bedeutung besitzen. Zuvor bildeten die Föderalistische Partei und die Demokratisch-Republikanische Partei, später die United States Whig Party und die Demokraten, das Zweiparteiensystem. Auch später versuchten einige immer wieder dritte Parteien als Alternative zu etablieren, meist waren aber nur zwei große Parteien vorhanden.
In Honduras sind die Partido Nacional de Honduras und die Partido Liberal de Honduras traditionell die deutlich stärksten Parteien. Allerdings erreichte bei den Parlamentswahlen 2001 und 2005 keine Partei die absolute Mehrheit, weil jeweils auch drei kleinere Parteien in den Nationalkongress einzogen.
In Belize schlossen sich 1973 mehrere Oppositionsparteien zur United Democratic Party zusammen, um ein Gegengewicht zur regierenden People’s United Party zu schaffen. Seitdem sind nur diese beiden Parteien im Repräsentantenhaus vertreten.
In der Nationalversammlung von Guyana dominieren die People’s Progressive Party (PPP) und der People’s National Congress (PNC). Bei den Parlamentswahlen 2001 blieb die PPP aber knapp unter der absoluten Mehrheit.